# Tomai Lefusi
Tomai Lefusi (ur. 14 marca 1971 w  Nausie) – grecka narciarka alpejska, trzykrotna olimpijka. Siostra Tomasa Lefusisa, również narciarza alpejskiego.

## Osiągnięcia

### Igrzyska olimpijskie
| Miejsce | Dzień     | Rok  | Miejscowość | Konkurencja | Czas biegu  | Strata   | Zwyciężczyni       |
| ------- | --------- | ---- | ----------- | ----------- | ----------- | -------- | ------------------ |
| DQ      | 22 lutego | 1988 | Calgary     | Supergigant | -           | -        | Sigrid Wolf        |
| DNF     | 24 lutego | 1988 | Calgary     | Gigant      | -           | -        | Vreni Schneider    |
| 25.     | 26 lutego | 1988 | Calgary     | Slalom      | 2:07,01 min | +30,32 s | Vreni Schneider    |
| 42.     | 18 lutego | 1992 | Albertville | Supergigant | 1:37,61 min | +16,39 s | Deborah Compagnoni |
| DNF     | 19 lutego | 1992 | Albertville | Gigant      | -           | -        | Pernilla Wiberg    |
| DNF     | 20 lutego | 1992 | Albertville | Slalom      | -           | -        | Petra Kronberger   |
| DNF     | 26 lutego | 1994 | Lillehammer | Slalom      | -           | -        | Vreni Schneider    |

### Mistrzostwa świata juniorów
| Miejsce | Dzień       | Rok  | Miejscowość          | Konkurencja | Czas biegu  | Strata   | Zwyciężczyni     |
| ------- | ----------- | ---- | -------------------- | ----------- | ----------- | -------- | ---------------- |
| 54.     | 28 stycznia | 1988 | Madonna di Campiglio | Supergigant | 1:29,68 min | +13,42 s | Sabine Ginther   |
| 55.     | 30 stycznia | 1988 | Madonna di Campiglio | Gigant      | 2:07,56 min | +14,34 s | Sabine Ginther   |
| 33.     | 31 stycznia | 1988 | Madonna di Campiglio | Slalom      | 1:56,42 min | +18,44 s | Renate Oberhofer |